# Calcinus haigae
Calcinus haigae är en kräftdjursart som beskrevs av David Wooster 1984. Calcinus haigae ingår i släktet Calcinus och familjen Diogenidae. Inga underarter finns listade i Catalogue of Life.